# بويان باكيتش
بويان باكيتش مواليد 8 يناير 1983 في بودغوريتسا، جمهورية يوغوسلافيا الاشتراكية الاتحادية، هو لاعب كرة سلة مونتينيغري. بدأ مسيرته الاحترافية في سنة 2000. يلعب مع نادي كولين لكرة السلة في الدوري التشيكي الوطني لكرة السلة. يحمل الرقم 8.

## المسيرة الاحترافية
لعب مع نادي بودوشنوست لكرة السلة من سنة 2000 إلى 2003، ثم لعب مع شارني سووبسك في موسم 2008–2009، ثم لعب مع نادي كريفباس لكرة السلة في سنة 2010، ثم لعب مع في إي إف ريغا في سنة 2011، ثم لعب مع نادي فينتسبيلس لكرة السلة في سنة 2011.

## روابط خارجية
- بويان باكيتش على موقع الاتحاد الدولي لكرة السلة (الإنجليزية)
- بويان باكيتش على موقع الدوري الأوروبي لكرة السلة (الإنجليزية)
- بويان باكيتش على موقع كرة السلة الأوروبية.كوم (الإنجليزية)
- بويان باكيتش على موقع ريلجم (الإنجليزية)
- بويان باكيتش على موقع بروبوليرز (الإنجليزية)
- بويان باكيتش على موقع سبورتس رفرنس (الإنجليزية)